# Indianapolis Colts 2007

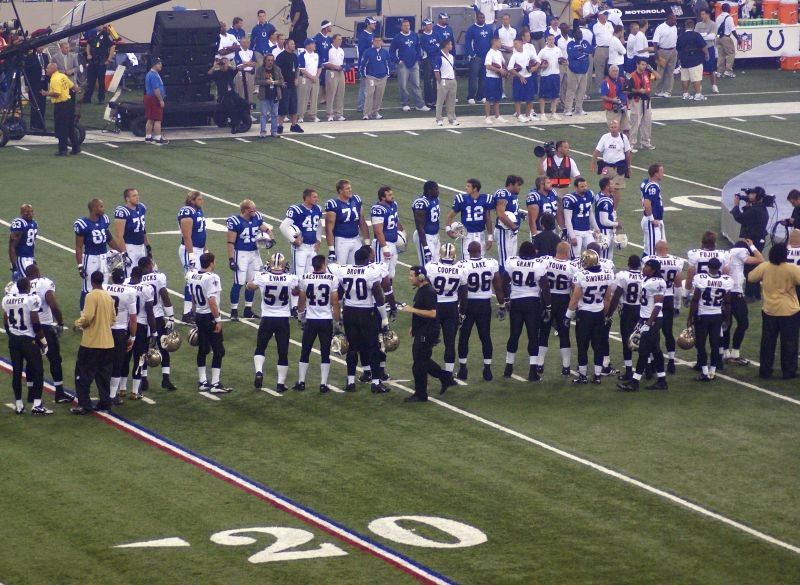
I Colts e i New Orleans Saints allineati nella prima partita della stagione, il 6 settembre 2007

La stagione 2007 degli Indianapolis Colts è stata la 54ª della franchigia nella National Football League, la 24ª con sede a Indianapolis. I Colts, che si presentavano all'inizio della stagione come campioni in carica, conclusero con un record di 13 vittorie e 3 sconfitte, terminando al primo posto della AFC South e centrando l'accesso ai playoff per il sesto anno consecutivo. Nei playoff furono eliminati nel divisional round dai San Diego Chargers. Questa fu l'ultima stagione disputata all'RCA Dome prima di passare al Lucas Oil Stadium nel 2008.

## Roster
| Roster degli Indianapolis Colts nel 2007 |
| --- |
| Quarterback - 18 Peyton Manning - 12 Jim Sorgi Running Back - 29 Joseph Addai - 30 Clifton Dawson - 36 Kenton Keith - 45 Luke Lawton Wide Receiver - 80 Devin Aromashodu - 11 Anthony Gonzalez - 88 Marvin Harrison - 15 Craphonso Thorpe KR/PR - 87 Reggie Wayne Tight End - 44 Dallas Clark - 81 Bryan Fletcher - 86 Ben Utecht Offensive Linemen - 71 Ryan Diem T - 57 Dylan Gandy C/G - 72 Corey Hilliard T - 74 Charlie Johnson T - 65 Ryan Lilja G - 63 Jeff Saturday C - 73 Jake Scott G - 75 Michael Toudouze T - 67 Tony Ugoh T Defensive Linemen - 79 Raheem Brock DT - 60 Jeff Charleston DE - 96 Keyunta Dawson DE - 99 Ed Johnson DT - 90 Dan Klecko DT - 98 Robert Mathis DE - 97 Quinn Pitcock DT - 95 Darrell Reid DT/DE - 91 Josh Thomas DE Linebacker - 53 Brandon Archer ILB - 50 Rocky Boiman OLB - 58 Gary Brackett ILB - 52 Ramón Guzman OLB - 56 Tyjuan Hagler OLB - 54 Freddie Keiaho OLB - 55 Clint Session OLB Defensive Back - 41 Antoine Bethea FS - 33 Melvin Bullitt FS - 25 Michael Coe CB - 42 Brannon Condren FS - 43 Matt Giordano S - 26 Kelvin Hayden CB - 28 Marlin Jackson CB - 23 Tim Jennings CB - 35 Keiwan Ratliff CB - 34 T.J. Rushing CB/KR/PR - 21 Bob Sanders SS Special Team - 17 Hunter Smith P - 48 Justin Snow LS/TE - 4 Adam Vinatieri K Lista delle riserve - 76 Daniel Federkeil OT (IR) - 93 Dwight Freeney DE (IR) - 83 Roy Hall WR (IR) - 20 Dante Hughes CB (IR) - 92 Anthony McFarland DT (IR) - -- J.J. Milan DE (Did Not Report) - 85 Aaron Moorehead WR (IR) - 94 Rob Morris OLB (IR) - 42 Mike Seidman TE (IR) - 37 Antonio Smith CB (IR) - 51 Victor Worsley ILB (IR) Squadra di allenamento - 9 Josh Betts QB - 69 Joe Bradley DT - 64 Mike Elgin G/C - 27 Justise Hairston RB - 67 Ben Ishola DE Int'l - 16 Onrea Jones WR - 47 Gijon Robinson TE - 68 Pat Ross G/C - 13 Trent Shelton WR |
| Legenda - I rookie sono in corsivo. - Il primo ruolo è il principale mentre gli eventuali successivi indicano i ruoli secondari. - (IR) sta per Injured Reserve ed indica la lista ristretta per un solo giocatore infortunato che può tornare ad allenarsi dopo la settimana 6 e a rientrare in prima squadra dopo che questa ha giocato 8 partite. - (NF-Inj.) / (NF-Ill.) stanno rispettivamente per Non-Football Injured e Non-Football Illness ed indicano le liste dove viene inserito un giocatore che ha un infortunio o una malattia non dipendente dal football americano. - (PUP) sta per Physically Unable to Perform ed indica la lista dove viene inserito un giocatore mentre è in attesa di recuperare la condizione fisica. Nella stagione regolare dopo la sesta partita giocata dalla propria squadra, il giocatore ha tempo tre settimane per riprendere ad allenarsi, più tre settimane aggiuntive dal suo rientro agli allenamenti per rientrare in prima squadra. |

Fonte:

## Calendario
| Stagione regolare |                    |                         |                    |                    |                                |                                                       |                    |                    |
| Turno             | Data               | Risultato               | Risultato          | Record             | Stadio                         | Sintesi                                               |                    |                    |
| 1                 | 6 settembre        | New Orleans Saints      | V 41–10            | 1–0                | RCA Dome                       | Recap                                                 |                    |                    |
| 2                 | 16 settembre       | at Tennessee Titans     | V 22–20            | 2–0                | LP Field                       | Recap                                                 |                    |                    |
| 3                 | 23 settembre       | at Houston Texans       | V 30–24            | 3–0                | Reliant Stadium                | Recap                                                 |                    |                    |
| 4                 | 30 settembre       | Denver Broncos          | V 38–20            | 4–0                | RCA Dome                       | Recap                                                 |                    |                    |
| 5                 | 7 ottobre          | Tampa Bay Buccaneers    | V 33–14            | 5–0                | RCA Dome                       | Recap                                                 |                    |                    |
| 6                 | Settimana di pausa | Settimana di pausa      | Settimana di pausa | Settimana di pausa | Settimana di pausa             | Settimana di pausa                                    | Settimana di pausa | Settimana di pausa |
| 7                 | 22 ottobre         | at Jacksonville Jaguars | V 29–7             | 6–0                | Jacksonville Municipal Stadium | Recap                                                 |                    |                    |
| 8                 | 28 ottobre         | at Carolina Panthers    | V 31–7             | 7–0                | Bank of America Stadium        | Recap                                                 |                    |                    |
| 9                 | 4 novembre         | New England Patriots    | S 20–24            | 7–1                | RCA Dome                       | Recap                                                 |                    |                    |
| 10                | 11 novembre        | at San Diego Chargers   | S 21–23            | 7–2                | Qualcomm Stadium               | Recap                                                 |                    |                    |
| 11                | 18 novembre        | Kansas City Chiefs      | V 13–10            | 8–2                | RCA Dome                       | Recap                                                 |                    |                    |
| 12                | 22 novembre        | at Atlanta Falcons      | V 31–13            | 9–2                | Georgia Dome                   | Recap                                                 |                    |                    |
| 13                | 2 dicembre         | Jacksonville Jaguars    | V 28–25            | 10–2               | RCA Dome                       | Recap                                                 |                    |                    |
| 14                | 9 dicembre         | at Baltimore Ravens     | V 44–20            | 11–2               | M&T Bank Stadium               | Recap                                                 |                    |                    |
| 15                | 16 dicembre        | at Oakland Raiders      | V 21–14            | 12–2               | McAfee Coliseum                | Recap                                                 |                    |                    |
| 16                | 23 dicembre        | Houston Texans          | V 38–15            | 13–2               | RCA Dome                       | Recap                                                 |                    |                    |
| 17                | 30 dicembre        | Tennessee Titans        | S 10–16            | 13–3               | RCA Dome                       | Recap Archiviato il 7 marzo 2009 in Internet Archive. |                    |                    |

Nota: Gli avversari della propria division sono in grassetto.

### Playoff
| Playoff    |                                           |                                           |                                           |                                           |                                           |                                           |                                           |                                           |
| Turno      | Data                                      | Ora                                       | Avversario (seed)                         | Risultato                                 | Record                                    | Stadio                                    | Sintesi                                   |                                           |
| Wild Card  | Qualificati direttamente al secondo turno | Qualificati direttamente al secondo turno | Qualificati direttamente al secondo turno | Qualificati direttamente al secondo turno | Qualificati direttamente al secondo turno | Qualificati direttamente al secondo turno | Qualificati direttamente al secondo turno | Qualificati direttamente al secondo turno |
| Divisional | 13 gennaio 2008                           | 1:00                                      | San Diego Chargers                        | 24–28                                     | 0–1                                       | Lucas Oil Stadium                         | CBS                                       | Recap                                     |

## Classifiche
| AFC South                |    |   |   |      |     |      |     |     |     |
|                          | V  | S | P | %    | DIV | CONF | PF  | PS  | STR |
| (2) Indianapolis Colts   | 13 | 3 | 0 | .813 | 5–1 | 9–3  | 450 | 262 | S1  |
| (5) Jacksonville Jaguars | 11 | 5 | 0 | .688 | 2–4 | 8–4  | 411 | 304 | S1  |
| (6) Tennessee Titans     | 10 | 6 | 0 | .625 | 4–2 | 7–5  | 301 | 297 | V3  |
| Houston Texans           | 8  | 8 | 0 | .500 | 1–5 | 5–7  | 379 | 384 | V1  |

## Premi
- Bob Sanders:

difensore dell'anno